# 2008 LC18
2008 LC18 est un astéroïde troyen de Neptune.

## Description
2008 LC18 est un astéroïde troyen de Neptune, observé pour la première fois le 7 juin 2008 au Mauna Kea à Hawaï. Il présente une orbite caractérisée par un demi-grand axe de 30,00 UA, une excentricité de 0,08 et une inclinaison de 27,5° par rapport à l'écliptique.

## Compléments